# Michaela Mahlberg
Michaela Mahlberg (* 1974 in Euskirchen) ist eine deutsche Linguistin. Ihr Forschungsschwerpunkt ist die Korpuslinguistik.

## Leben und Wirken
Michaela Mahlberg beendete ihr Englisch- und Mathematik-Studium an der Rheinischen Friedrich-Wilhelms-Universität Bonn im Jahr 2000 mit dem Staatsexamen.  Ihr vertieftes Interesse an Korpuslinguistik konnte sie in ihrer Dissertation bearbeiten. Sie wurde 2004 mit einer Dissertation zu dem Thema English general nouns: a corpus theoretical approach in Englischer Sprachwissenschaft an der Universität des Saarlands in Saarbrücken promoviert.
Nach dem Erwerb des Certificate in Professional Studies der Universität Liverpool 2008 lehrte sie an mehreren Hochschulen Englische Sprachwissenschaft (an der Università degli Studi di Bari Aldo Moro in Italien, an der Liverpool Hope University, an der University of Liverpool und der University of Nottingham). Seit 2015 ist sie Professorin am Department of English Language and Linguistics, Chair in Corpus Linguistics an der University of Birmingham.
Michaela Mahlberg wurde 2023 von der FAU Erlangen-Nürnberg für eine Humboldt-Professur nominiert. Im Mai 2024 fand die offizielle Verleihung statt. Die Rufannahme an die FAU Erlangen-Nürnberg erfolgte zum Sommersemester 2024. An der FAU wird Mahlberg als Professorin für Digital Humanities und Sprecherin des Departments Digital Humanities and Social Studies tätig sein.
Das Forschungsinteresse Michaela Mahlbergs liegt insbesondere im Bereich Sprache als soziales Phänomen. Sie geht der Frage nach, wie wir Sprache verwenden, um die Welt, in der wir leben, zu verstehen und zu gestalten. Dabei hat sie sich besonders auf die Sprache in den Romanen von Charles Dickens konzentriert.
Michaela Mahlberg ist Herausgeberin des International Journal of Corpus Linguistics. Unter ihrer Leitung entstand die Internetanwendung CLiC (Corpus Linguistics in Context), die nun in über 100 Ländern für Forschung und Lehre genutzt wird. Sie ist Vizepräsidenten der Dickens Society.

## Veröffentlichungen (Auswahl)
- Viola Wiegand und Michaela Mahlberg (Hrsg.): Corpus linguistics, context and culture. Berlin, de Gruyter, 2019, ISBN 978-3-11-048672-8.
- M. Mahlberg und A. Cermakova (2022): Gendered body language in children’s literature over time. Language and Literature, Band 31, Nr. 1, S. 11–40, doi:10.1177/09639470211072154.
- A. Čermáková und M. Mahlberg (2022): The representation of mothers and the gendered social structure of nineteenth-century children’s literature. English Text Construction, Band 14, Nr. 2, S. 119–149, doi:10.1075/etc.00044.
- M. Mahlberg und V. Wiegand (2022): Exploring narrative fiction: corpora and digital humanities projects. In: A O’Keeffe & MJ McCarthy (Hrsg.), The Routledge Handbook of Corpus Linguistics. 2. Auflage, Routledge, London, S. 532–546, doi:10.4324/9780367076399-37.
- E. March, D. Moran, M. Houlbrook, Y. Jewkes und M. Mahlberg (2023): Defining the Carceral Characteristics of the ‘Dickensian prison’: A Corpus Stylistics Analysis of Dickens’s Novels, Victoriographies, Band 13, Nr. 1, S. 15–41, doi:10.3366/vic.2023.0477.